# Tecnología sanitaria
La tecnología sanitaria (o tecnología de la salud) es una amplia gama de productos para el cuidado de la salud y que, en una u otra forma, se utilizan para diagnosticar, vigilar o tratar cada enfermedad o condición que afecta a los seres humanos. Estas innovadoras tecnologías (aplicación de la ciencia y la tecnología) están mejorando la calidad de la atención sanitaria administrada y los resultados de los pacientes a través del diagnóstico precoz, opciones de tratamientos menos invasivos y la reducción de las estancias en el hospital y los periodos de rehabilitación.
La tecnología de la salud (Health technology) es:

Cualquier intervención que pueda ser utilizada para promover la salud, a fin de prevenir, diagnosticar o tratar una enfermedad o para la rehabilitación o la atención a largo plazo. Esto incluye los productos farmacéuticos, productos sanitarios, procedimientos y sistemas organizativos utilizados en la atención de la salud.

## Utilidad
La tecnología sanitaria extiende y mejora la vida. Alivia el dolor, lesiones y discapacidad. Su papel es esencial en la asistencia sanitaria. La incesante innovación en tecnología sanitaria mejora la calidad y la eficacia de la prestación sanitarias. Miles de millones de pacientes en todo el mundo dependen de la tecnología sanitaria en su hogar, en el consultorio del doctor, en el hospital y en las residencias geriátricas. Las sillas de ruedas, marcapasos, zapatos ortopédicos, gafas y lentes de contacto, las jeringas de insulina, las prótesis de cadera, los condones, las máscaras de oxígeno, la seda dental, los escáneres de RMI, las pruebas de embarazo, los instrumentos quirúrgicos, las gasas, las jeringas, los equipos de protección vital: más de 500.000 productos (10.000 grupos genéricos) están disponibles en la actualidad. La tecnología médica representa sólo 6,3% del total del gasto sanitario en Europa —una modesta aportación si se tiene en cuenta los beneficios para cada uno de los miembros de la sociedad—.
 EUCOMED.

## Diferencia entre tecnología sanitaria yproducto sanitario
La tecnología sanitaria como subcategorías productos regulados al tener una finalidad médico-sanitaria, como son los productos sanitarios y otros de uso en centros sanitarios, pero que no están regulados, como por ejemplo las instalaciones (quirófano, etc.), investigación, productos para formación y las tecnologías de la información (HIS), etc.